# 科鲁希
科鲁希（葡萄牙语：Coruche，发音[kuˈɾuʃ(ɨ)]），是葡萄牙圣塔伦区的一个市镇。总面积1,117.6平方公里，总人口19,931（2011年）。